# 멜빌 듀이

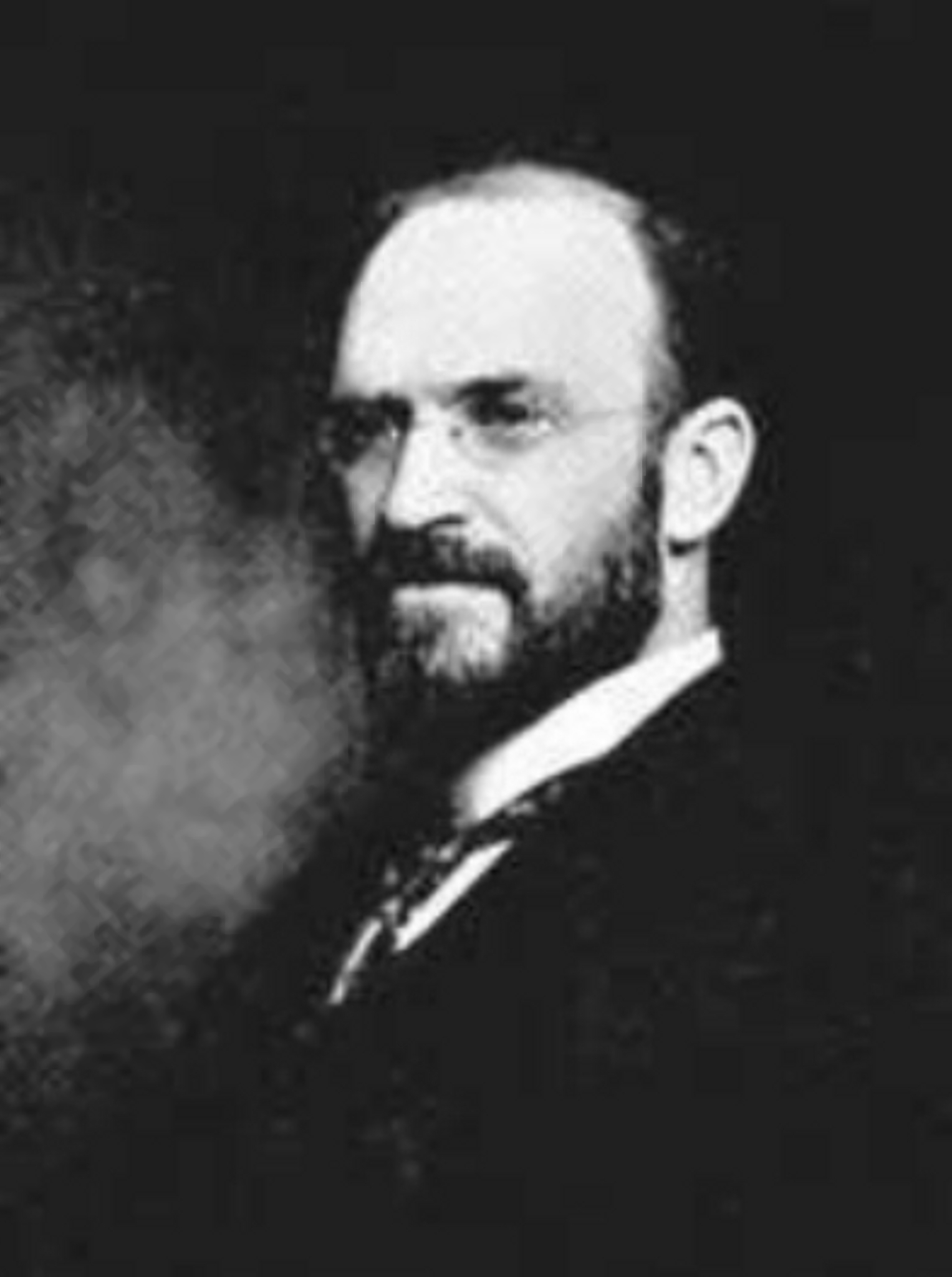
멜빌 듀이

멜빌 루이스 커수스 "멜빌" 듀이(영어: Melville Louis Kossuth "Melvil" Dewey, 1851년 12월 10일 ~ 1931년 12월 26일)는 미국의 사서이자, 교육자로 도서관 사업에 많은 업적을 남겼다.

## 생애
뉴욕주 제퍼슨군 아담스센터에서 태어나 애머스트 대학교 재학 시, 아라비아 숫자를 사용한 십진법 체계에 근거하여 일종의 도서분류법인 듀이 십진분류법을 창안했고, 1876년에는 '도서관의 도서 및 팸플릿 목록작성과 배열을 위한 분류 및 주제색인'이라는 서명으로 DDC 초판을 발행하였다. 컬럼비아 대학교에 세계 최초의 도서관 학교를 설립하고, 뉴욕 주립도서관 학교를 설립하였다. 또한 도서관 협회의 설립을 지원하고 도서관 사서 활동을 하는 등, 도서관의 발전에 큰 기여를 하였다.
듀이 분류법, 혹은 듀이 10진분류법이라고 불리는 도서의 10진분류법을 처음으로 만들고 그 초판을 1876년에 출판하였다. 이미 15판을 거듭하고 매번 개정을 가하였으며, 현재 세계에서 가장 널리 보급되고 있는 분류법이다. 그리고 그는 미국 도서관협회 창립(1876)에 힘을 기울였고, 1887년에는 컬럼비아대학교의 사서로 있으면서 뉴욕에 세계 최초의 도서관학교를 개설하는 등 미국 공공도서관의 발전, 도서관 기술의 개선을 위해 노력한 공적은 매우 크다.